# Xavier Naidoo
Xavier Kurt Naidoo [ˌksɛɪvɪɐ (kʊʁt) naɪˈduː] (Mannheim, Baden-Württemberg, 1971. október 2. –) német soul- és R&B-énekes. Szólókarrierje mellett alapító tagja a német „Söhne Mannheims“ zenei csoportnak, társ-kezdeményezője és tanára a Pop Akadémiának Mannheimben. Saját lemezkiadót is alapított, melynek neve Beats Around the Bush. Naidoo (aki hívő keresztény) dalszövegeinek  fő témája a szeretet és az idegengyűlölet elleni küzdelem, dalszövegeiben gyakran megjelennek vallásos képek. Szövegei számos díjat nyertek, mint például a 2003 Fred Jay-díjat. Részt vesz számos projektben is, köztük Brothers Keepersben, Rock gegen Rechtsben, 4 Your Soulban, Rilke Projectben, Fourtresben.
1998 óta ő a legsikeresebb német soul énekes, lemezeiből eddig több, mint 4 millió példány kelt el. Sokoldalúságát bizonyítja, hogy filmekben és musicalekben is helyt tudott állni.

## Életrajza
Naidoo apja, az Indiából származó, de félig német Rausammy, és édesanyja Eugene, akinek dél-afrikai holland és ír felmenői vannak, Mannheimben ismerkedtek meg. Xavier egy római katolikus templom körzetében nevelkedett fel, még ma is itt él a szülővárosában. Több dalát is a városnak szentelte (pl. Meine Stadt).
Naidoo sokszor emlegette, hogy gyerekkorában terrorizálták és fenyegették őt az iskolában a sötét bőrszíne miatt. Nem volt könnyű és gondtalan fiatalkora. Annak érdekében, hogy meg tudja magát védeni sportolni kezdett, kick-boxra járt.
Az első zenei élményeit az iskolai és egyházi kórusokban szerezte. Tagja volt az ünnepi gospel kórusnak, akikkel felvett egy CD-t, valamint a helyi Just 4 Music zenekarban is énekelt. A középiskolában mint szakács végzett, később volt fürdőruha modell, illetve kidobóként dolgozott egy mannheimi breakbeat klubban. Később elment az Egyesült Államokba, ahol megjelent „Kobra” álnéven az első szólólemeze a Seeing Is Believing. 1994-ben, mint énekes részt vett Rödelheim Hartreim projektben a frankfurti előadó Moses Pelhammal és Thomas Hofmann-nal. Ekkor fedezték fel, majd egy tévés műsorajánlóban rögzített felvétel indította el a karrierjét. Ugyanebben az évben kapott lehetőséget első alkalommal, hogy nagyobb közönség előtt lépjen fel. 2000 novemberében 20 hónapos börtönbüntetésre ítélték próbaidőre bocsátással 48 gramm kannabisz birtoklása és jogosítvány nélküli vezetés miatt.
2016-ban ő képviselte volna Németországot a 2016-os Eurovíziós Dalfesztivál döntőjében, Stockholmban, de néhány nappal azután, hogy a német közszolgálati média bejelentette mindezt, közös megegyezés alapján visszaléptette az énekest, így állhatott színpadra a svéd fővárosban.

## Szólókarrier
1998-ban jelent meg a Nicht von dieser Welt (Nem erről a világról) című albuma. Párhuzamosa bekerült egy dala az akkori BRAVO válogatásba és ez széles körben ismertté tette a fiatal közönség számára.

## Albumai
- 1994 Seeing Is Believing (csak az USA-ban jelent meg)
- 1998 Nicht von dieser Welt
- 1999 Live (koncertalbum)
- 2002 Zwischenspiel – Alles für den Herrn
- 2003 … Alles Gute vor uns … (koncertalbum)
- 2005 Telegramm für X (DVD-vel)
- 2008 Nicht von dieser Welt / Live (újrakiadás + 2 bonus dallal: Sie sieht mich nicht, Seine Straßen)
- 2008 Wettsingen in Schwetzingen – MTV Unplugged (koncertalbum, a Söhne Mannheimsszel közösen)
- 2009 Alles kann besser werden
- 2010 Alles kann besser werden – live (koncertalbum)
- 2012 Danke fürs Zuhören – Liedersammlung 1998–2012 (válogatásalbum)
- 2012 Gespaltene Persönlichkeit (Kool Savassal, mint XAVAS)
- 2013 Mordmusik („Der Xer” álnéven)
- 2013 Bei meiner Seele
- 2014 Hört, Hört! Live von der Waldbühne (koncertalbum)
- 2014 Tanzmusik („Der Xer” álnéven)
- 2016 Nicht von dieser Welt 2

## Legismertebb dalok
1994
- Ave Maria (USA)

1997
- Freisein Sabrina Setlurral

1998
- 3P Sabrina Setlurral, Moses P-vel és Illmat!ckel
- 20.000 Meilen
- Nicht von dieser Welt
- Führ mich ans Licht

1999
- Sie sieht mich nicht
- Skillz Illmat!ckel és Moses P-vel
- Eigentlich gut Illmat!ckel és Bruda Svennel
- Bis an die Sterne

2000
- Alles Sabrina Setlurral
- Seine Straßen

2001
- Gib mir Musik Edo Zankival
- Way to Mars Somersaulttal
- Lied (du, nur du) Ben Beckerrel
- Jeanny Reamonn-nal
- Adriano (Letzte Warnung) Brothers Keeperszel
- Über sieben Brücken musst du gehn Akival

2002
- Wo willst du hin?
- Bevor du gehst
- Wenn ich schon Kinder hätte Curse-szel
- Abschied nehmen
- Tu me manques Stress-szel

2003
- Ich kenne nichts (das so schön ist wie du) RZA-val
- Du bist nicht allein Zeichen der Zeittal

2004
- Tage und Stunden Bintiával

2005
- Bereit Brother Keeperszel
- Dieser Weg

2006
- Ich trage dich Zeichen der Zeittal
- With You Majestic 12-vel
- Was wir alleine nicht schaffen

2008
- Sehnsucht Schillerrel
- So leb dein Leben Tony Marshall-lal
- Im Herz Franky Kubrickkal
- Nie mehr frei K-Ringsszel
- Nothing Else Matters Jazzkantinevel
- 50 Ways to Leave Your Lover Joanna Zimmerrel
- Siagst as Hubert Goisennel
- Das hat die Welt noch nicht gesehen
- Wann

2009
- Alles kann besser werden

2010
- Halte durch
- Ich brauche dich
- Wild vor Wut
- Bitte hör nicht auf zu träumen (élő)

2011
- Aura Kool Savassal
- Heroes/Helden Nenával, Rea Garvey-vel és a The BossHoss-szal

2012
- Schau nicht mehr zurück
- Lass nicht los
- Die Zukunft trägt meinen Namen
- Wenn es Nacht ist
- Wage es zu glauben

2013
- Bei meiner Seele
- Der letzte Blick

2014
- Amoi seg’ ma uns wieder
- Du bist das Licht
- Hört, hört
- Danke Nico Suavéval
- Hallelujah

2015
- Mitten unterm Jahr
- Auf uns Andreas Bourani dalának a Sing meinen Song – Das Tauschkonzert során előadott saját verziója.

2016
- Frei
- Weck mich auf 2016

## Musicalek
- 1995 Richard Geppert: Human Pacific
- 1998 Richard Geppert: People

## Filmjei

### Mozifilmek
- 2001: Auf Herz und Nieren
- 2002: City of God (Szinkronhang)

### Tévéfilmek
- 2000: Tetthely: Die kleine Zeugin

### Tévésorozatok
- 2011: Sesamstraße präsentiert: Ernie & Bert Songs, KiKA

### Tévéshow-k
- 2010: Unser Star für Oslo (zsűritag)
- 2011: The Voice of Germany 1 (zsűritag)
- 2012: The Voice of Germany 2 (zsűritag)
- 2014: Sing meinen Song – Das Tauschkonzert 1 (házigazda)
- 2015: Sing meinen Song – Das Tauschkonzert 2 (házigazda)
- 2016: Sing meinen Song – Das Tauschkonzert 3 (házigazda)

### Dokumentumfilmek
- 2006: Mannheimer Schule – Wie Popmusik wirklich entsteht: Version 1.0
- 2007: Yes, I am!
- 2013: Traumwärts – Wohin führt Dein Weg (narrátor)
- 2013: Deutschland Deine Künstler: Xavier Naidoo (ARD, 45 perc)
- 2015: Xavier Naidoo: Dieser Weg (SWR, 90 perc)
- 2015: Bei meiner Seele – 20 Jahre Xavier Naidoo (VOX, 211 perc)

## Elismerések
1999
- Comet – „Act National”
- ECHO Pop – „Newcommer National”
- MTV Europe Music Awards – „Best German Act”

2000
- ECHO Pop – „Künstler National”[9]

2002
- Comet – „Act National”
- Goldene Stimmgabel (Az eladott hanghordozók után a 2001. október és 2002. június közötti időszakban)

2003
- Fred-Jay-Preis (német dalszövegek sikere miatt)

2004
- ECHO Pop – „Single International” (Ich kenne nichts (das so schön ist wie du)) (RZA-val)
- Schillerpreis der Stadt Mannheim

2005
- Bravo Otto – „Sänger: Bronze”

2006
- 1 Live Korne – „Bester Künstler”
- Bravo Otto – „Sänger: Silber”
- ECHO Pop – „Künstler National” [9]
- Goldene Kamera – „Pop National”
- Goldene Stimmgabel (Az eladott hanghordozók után a 2005. október és 2006. június közötti időszakban)

2010
- ECHO Pop – „Künstler National”[9]

2012
- Deutscher Fernsehepreis – „Beste Unterhaltung Show” (The Voice of Germany)
- Goldene Kamera – „Beste Unterhaltung” (The Voice of Germany)

2014
- Deutscher Fernsehepreis – „Beste Unterhaltung Show” (Sing meinen Song – Das Tauschkonzert)
- Goldenes Brett (Citrom-díj a jobboldali összeesküvés-paranoiája miatt)

2015
- Bambi-díj „Musik National” (Sing meinen Song – Das Tauschkonzert)[10]
- ECHO Pop – „Partner des Jahres” (Sing meinen Song – Das Tauschkonzert)
- Goldener Aluhut – „Rechtsesoterik, Reichsbürger & BRD-GmbH”(Citrom-díj)[11]